# Durham (circonscription provinciale)
Pour les articles homonymes, voir Durham.
Circonscription électorale provinciale du Canada
Durham est une circonscription provinciale de l'Ontario représentée à l'Assemblée législative de l'Ontario de 1926 à 1975, puis de nouveau depuis 1999.

## Géographie
La circonscription se situe dans la banlieue lointaine est de Toronto sur le bord du lac Ontario. Elle est constituée des cantons d'Uxbridge et de Scugog, de la corporation de la municipalité de Clarington, et de la réserve indienne Mississaugas of Scugog Island.
Les circonscriptions limitrophes sont Haliburton—Kawartha Lakes—Brock, Northumberland—Peterborough-Sud, Oshawa, Pickering—Uxbridge et Whitby.

## Historique
| Législature                                            | Années       | Député          | Député             | Parti                     |
| ------------------------------------------------------ | ------------ | --------------- | ------------------ | ------------------------- |
| Durham                                                 |              |                 |                    |                           |
| 15e                                                    | 1919-1923    |                 | John Bragg         | Libéral                   |
| 16e                                                    | 1923-1926    |                 | John Bragg         | Libéral                   |
| 17e                                                    | 1926-1929    |                 | John Bragg         | Libéral                   |
| 18e                                                    | 1929-1934    |                 | John Bragg         | Libéral                   |
| 19e                                                    | 1934-1937    |                 | John Bragg         | Libéral                   |
| 20e                                                    | 1937-1943    | Cecil Mercer    |                    | Libéral                   |
| 21e                                                    | 1943-1945    |                 | Percival Vivian    | Progressiste-conservateur |
| 22e                                                    | 1945-1948    |                 | Percival Vivian    | Progressiste-conservateur |
| 23e                                                    | 1948-1951    | John Foote      |                    | Progressiste-conservateur |
| 24e                                                    | 1951-1955    | John Foote      |                    | Progressiste-conservateur |
| 25e                                                    | 1955-1959    | John Foote      |                    | Progressiste-conservateur |
| 26e                                                    | 1959-1963    | Hugh Carruthers |                    | Progressiste-conservateur |
| 27e                                                    | 1963-1967    | Hugh Carruthers |                    | Progressiste-conservateur |
| 28e                                                    | 1967-1971    | Hugh Carruthers |                    | Progressiste-conservateur |
| 29e                                                    | 1971-1975    | Hugh Carruthers |                    | Progressiste-conservateur |
| Circonscription abolie                                 |              |                 |                    |                           |
| Circonscription créée à partir de Durham Est et Oshawa |              |                 |                    |                           |
| 37e                                                    | 1999-2003    |                 | John O'Toole       | Progressiste-conservateur |
| 38e                                                    | 2003-2007    |                 | John O'Toole       | Progressiste-conservateur |
| 39e                                                    | 2007-2011    |                 | John O'Toole       | Progressiste-conservateur |
| 40e                                                    | 2011-2014    |                 | John O'Toole       | Progressiste-conservateur |
| 41e                                                    | 2014-2018    |                 | Granville Anderson | Libéral                   |
| 42e                                                    | 2018-2021    |                 | Lindsey Park       | Progressiste-conservateur |
| 42e                                                    | 2021-2022    |                 | Lindsey Park       | Indépendant               |
| 43e                                                    | 2022–2025    |                 | Todd McCarthy      | Progressiste-conservateur |
| 44e                                                    | 2025-Présent |                 | Todd McCarthy      | Progressiste-conservateur |

## Circonscription fédérale
Depuis les élections provinciales ontariennes du 4 octobre 2007, l'ensemble des circonscriptions provinciales et des circonscriptions fédérales sont identiques.